# Đorđe Nenadović
Đorđe Nenadović, auch Djordje Nenadović oder George Heston, (* 27. Juli 1935 in Belgrad, Königreich Jugoslawien; † 26. Dezember 2019 ebenda) war ein jugoslawischer Schauspieler.

## Karriere
Nenadović trat Ende der 1950er Jahre bereits in jugoslawischen Filmen auf. Auch in einigen Karl-May-Filmen, wie Durchs wilde Kurdistan, spielte er meistens Bösewichte. Bis einschließlich 1987 war er in rund 40 Produktionen zu sehen.

## Filmografie (Auswahl)
- 1959: Der Wind legte sich vor Morgengrauen (Vetar je stao pred zoru)
- 1960: Auf der Spur der Verräter (Kapetan Lesi)
- 1961: Antea – Sklavin Roms (La schiava di Roma)
- 1962: Einer gegen Rom (Solo contro Roma)
- 1962: Die letzten Stunden von Pompeji (Anno 79 – La distruzione di Ercolano)
- 1963: Der Kampf der Makkabäer (Il vecchio testamento)
- 1964: Winnetou 2. Teil
- 1964: Unter Geiern
- 1965: Der Schatz der Azteken
- 1965: Durchs wilde Kurdistan
- 1965: Im Reiche des silbernen Löwen
- 1966: Bis zum Sieg und weiter (Do pobedata i po nea)
- 1966: Die Nibelungen, 1. Teil: Siegfried von Xanten
- 1967: Die Nibelungen, 2. Teil: Kriemhilds Rache
- 1967: Die Frau des Hasan Aga (Hasanaginica)
- 1970: X + YY: Formel des Bösen
- 1971: Die Äneis (Eneide) (Fernseh-Miniserie)
- 1971: Familie Werner auf Reisen (Fernsehserie, 1 Folge)
- 1976: Sturmtrupp in die Hölle (Vrhovi Zelengore)
- 1987: Vuk Karadzic (Fernsehserie, 1 Folge)